# NASA (小惑星)
NASA (11365 NASA) は、太陽系の小惑星のひとつ。火星と木星の間の軌道を公転している。

## 命名
この小惑星は、アメリカ合衆国の宇宙開発や宇宙探査をしているアメリカ航空宇宙局 (National Aeronautics and Space Administration; NASA) に因んで命名された。